# Султан Аль-Ганам
Султан Аль-Ганам (араб. سلطان الغنام, нар. 6 травня 1994) — саудівський футболіст, захисник клубу «Аль-Наср» (Ер-Ріяд).
Виступав, зокрема, за клуб «Аль-Фейсалі», а також національну збірну Саудівської Аравії.
Чемпіон Саудівської Аравії.

## Клубна кар'єра
Народився 6 травня 1994 року.
У дорослому футболі дебютував 2016 року виступами за команду «Аль-Фейсалі», в якій провів два сезони, взявши участь у 24 матчах чемпіонату.
До складу клубу «Ан-Наср» (Ер-Ріяд) приєднався 2018 року. Станом на 14 листопада 2022 року відіграв за саудівську команду 109 матчів в національному чемпіонаті.

## Виступи за збірну
У 2018 році дебютував в офіційних матчах у складі національної збірної Саудівської Аравії.
У складі збірної — учасник кубка Азії з футболу 2019 року в ОАЕ, чемпіонату світу 2022 року у Катарі.

## Титули і досягнення
- Чемпіон Саудівської Аравії (1):

«Ан-Наср» (Ер-Ріяд): 2018—2019
- Володар Суперкубка Саудівської Аравії (2):

«Ан-Наср» (Ер-Ріяд): 2019, 2020